# Harry Lundahl
Harry Lundahl (* 16. Oktober 1905; † 2. März 1988) war ein schwedischer Fußballnationalspieler.

## Laufbahn
Lundahl spielte ab 1924 in der Allsvenskan für Helsingborgs IF. 1929 und 1930 wurde er mit 31 bzw. 26 Toren Torschützenkönig. 1930 wechselte er zu IFK Eskilstuna. Zwischen 1924 und 1938 schoss er insgesamt 179 Erstligatore.
Außerdem stand Lundahl 14 Mal für die schwedische Nationalmannschaft auf dem Platz. Er nahm für die Landesauswahl an der Weltmeisterschaft 1934 teil.
| Personendaten    | Personendaten               |
| ---------------- | --------------------------- |
| NAME             | Lundahl, Harry              |
| KURZBESCHREIBUNG | schwedischer Fußballspieler |
| GEBURTSDATUM     | 16. Oktober 1905            |
| STERBEDATUM      | 2. März 1988                |